# جسر لشكر
جسر لشكر (بالفارسية: پل بند لشکر) هو جسر تاريخي يعود إلى عصر ساسانيون، ويقع في تستر.